# Drosera ordensis
Drosera ordensis ist eine fleischfressende Pflanze aus der Familie der Sonnentaugewächse (Droseraceae). Sie kommt ausschließlich in einem kleinen Gebiet im nordaustralischen Northern Territory vor.

## Beschreibung
Bei Drosera ordensis handelt es sich um ausdauernde krautige Pflanzen, die Horste bodenständiger Rosetten bildet. Die Blätter sind flach an die Erde gepresst bis aufwärtsweisend, die auf beiden Seiten dicht mit langen, wolligen, weißen Haaren besetzten Blattstiele sind umgekehrt-lanzettlich, zur Blütezeit 35 bis 50 Millimeter lang (später größer), 0,5 bis 1 Millimeter breit am Ansatz, 2 bis 4 Millimeter breit zur Spitze und am Ansatz der Spreite auf 0,8 bis 1 Millimeter Breite verjüngt. Die annähernd runden Blattspreiten sind 3 bis 4 Millimeter lang, 3,5 bis 5 Millimeter breit, ihre Oberseite ist am Rand mit etwas längeren, mittig kürzeren Fangtentakeln besetzt, ihre Unterseite ist dicht mit langen, wolligen, weißen Haaren besetzt.
Die dicht mit langen, wolligen, weißen Haaren besetzten Blütenstandsachsen sind 20 bis 45 Zentimeter lang und tragen in einer Traube zahlreiche Blüten, die Blütenstiele sind 3 bis 12 Millimeter lang und stehen zur Reife aufrecht. Die Kelchblätter sind umgekehrt eiförmig, 2,5 bis 5 Millimeter lang und 1,2 bis 3 Millimeter breit. Die Kronblätter sind gefärbt in zahlreichen Schattierungen von pink über violett bis fast weiß, mit stark ausgeprägter Mittelrippe, umgekehrt eiförmig und 7 bis 10 Millimeter lang sowie 3,5 bis 6 Millimeter breit.
Die Staubblätter sind 3,5 bis 4 Millimeter lang. Der Fruchtknoten ist gewunden, 1 bis 1,5 Millimeter lang, zur Blütezeit 1,5 bis 1,7 Millimeter im Durchmesser und mit drei zweigelappten Fruchtblättern. Die drei Griffel sind vielfach gegabelt, 2,7 bis 3 Millimeter lang und enden in schmal eiförmigen Narben.
Die Chromosomenzahl beträgt 2n = 24.

## Verbreitung und Standort

Verbreitung Drosera ordensis

Heimat von Drosera ordensis ist der Großraum rund 50 Kilometer um Kununurra (Western Australia, Northern Territory) im tropischen Norden Australiens, dort wächst es in Savannen auf sandigen Böden aus Sandstein unter Sorghum-Arten, die für leichte Schattierung sorgen. Drosera ordensis findet sich dort vor allem in Senken oder an großen Felsformationen, die bis lange in die Trockenzeit feucht bleiben. Mit der extrem dichten Behaarung sammeln die Pflanzen kondensierende Feuchtigkeit und morgendlichen Tau, um ihren Flüssigkeitsbedarf zu decken.

## Systematik
Die nächstverwandte Art ist Drosera lanata. Das Artepitheton verweist auf den Ord River, an dem 1951 erstmals Drosera ordensis gefunden wurde. Erstbeschrieben wurde sie jedoch erst 1994 durch Allen Lowrie anhand eines Fundes von 1988. Die Art gehört zum so genannten „Petiolaris-Komplex“, der die Sektion Lasiocephala der Gattung bildet.

## Bilder

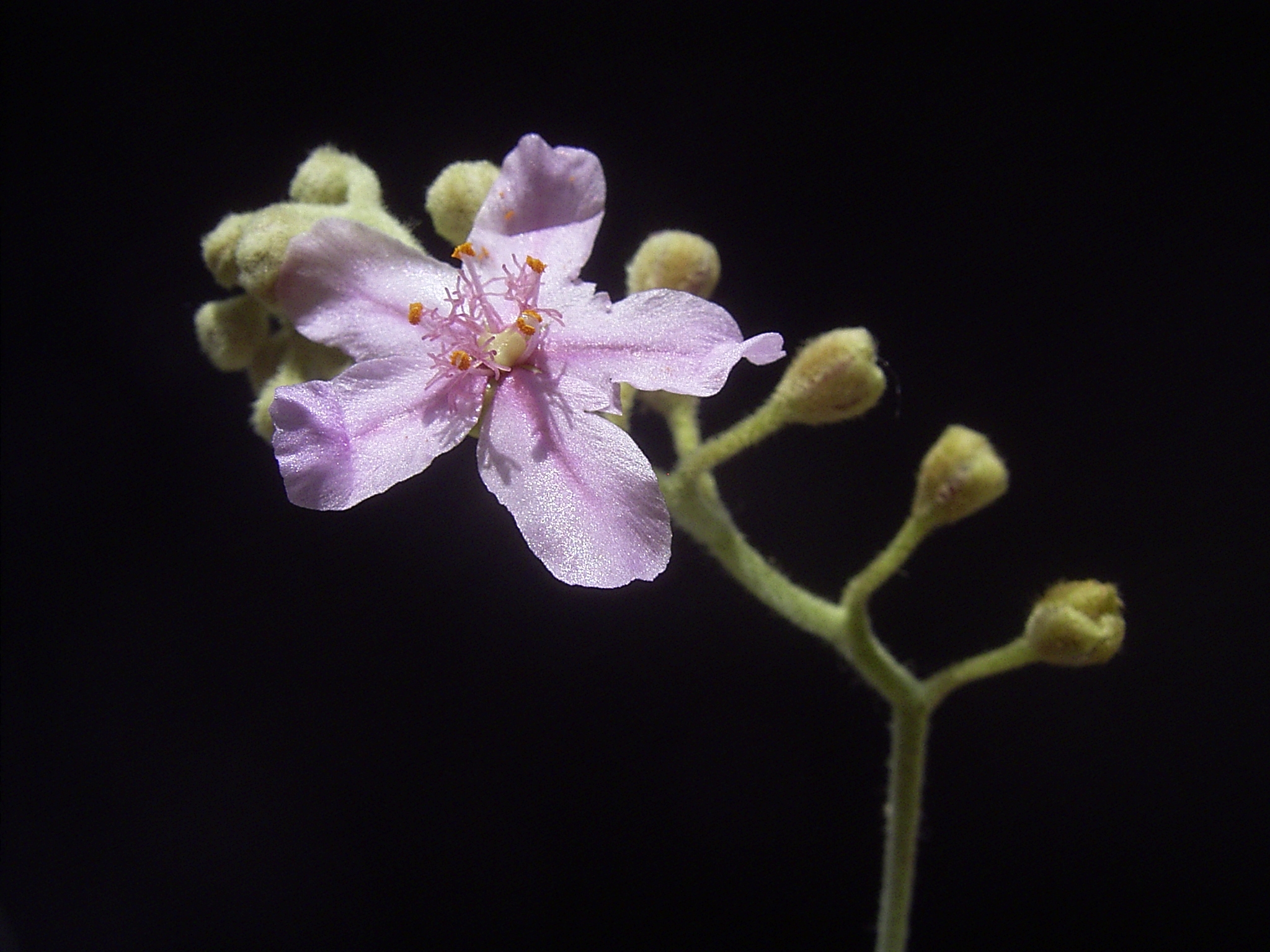
Blütenstand
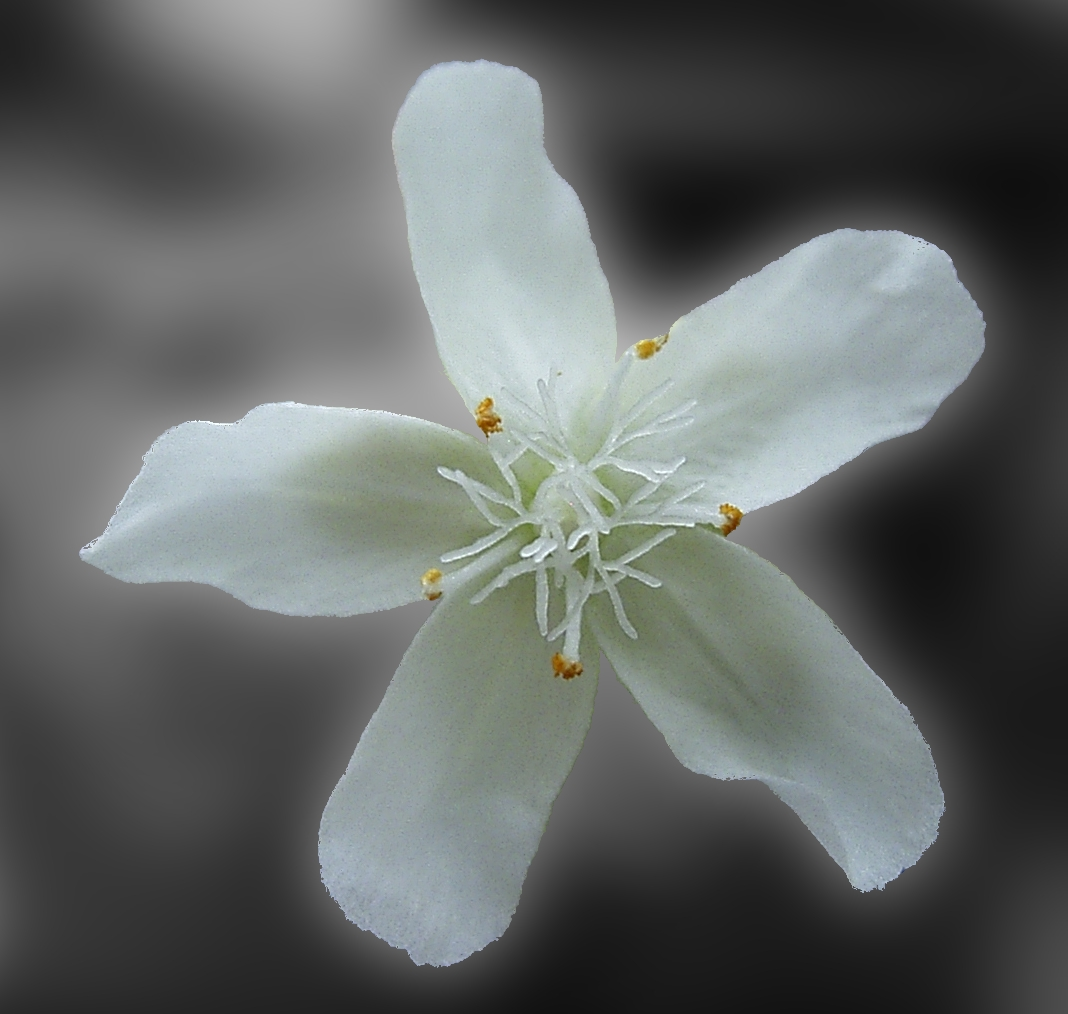
Blüte
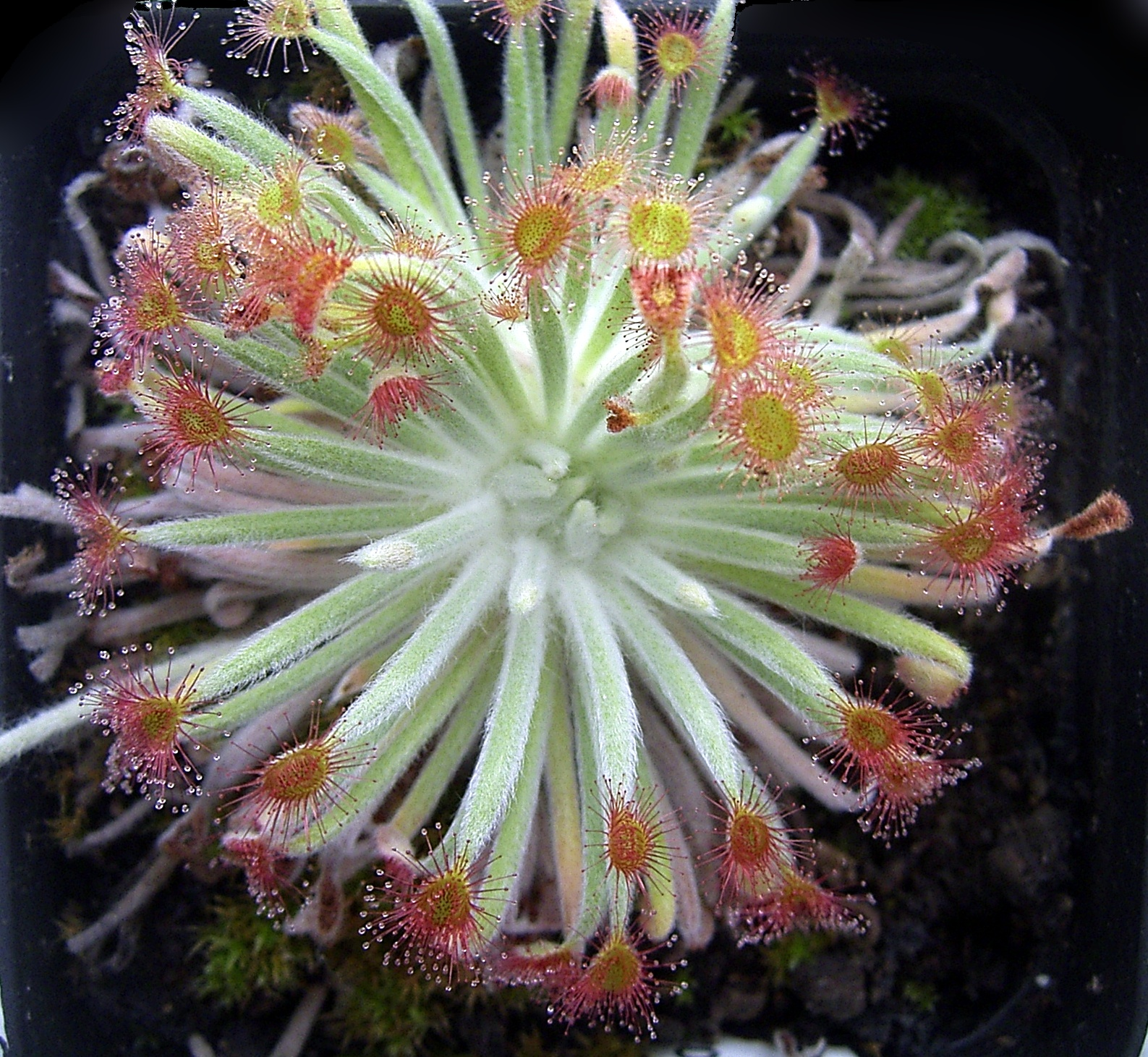
Draufsicht
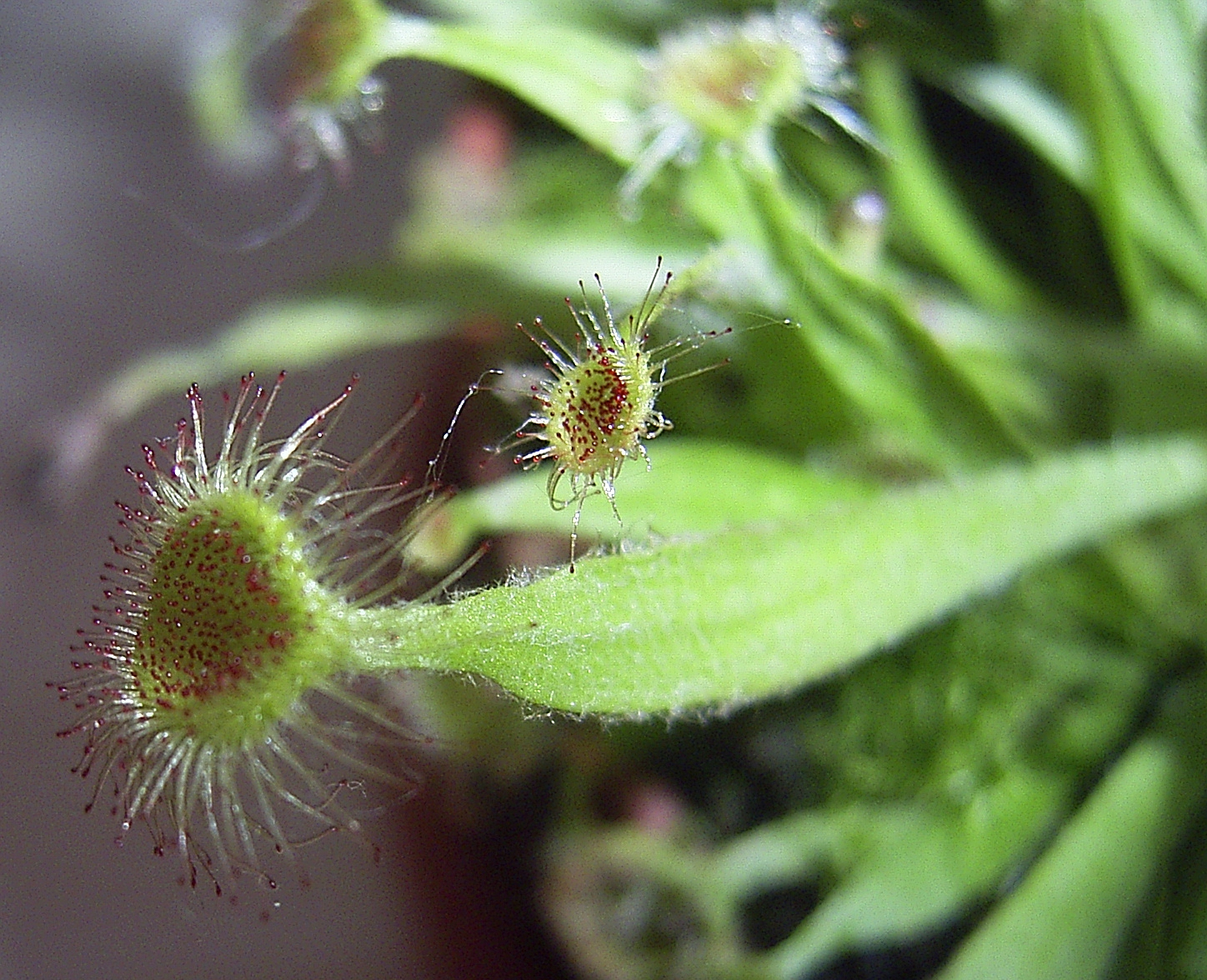
Blatt (Detail)